# Camille Keaton
Camille Keaton (Pine Bluff, 20 luglio 1947) è un'attrice statunitense.

## Biografia
Camille Keaton, nata a Pine Bluff, Arkansas, è nipote di Buster Keaton. Ha debuttato nel cinema nel 1972, nel ruolo di Solange, nel film giallo Cosa avete fatto a Solange?, diretto da Massimo Dallamano. È stata "playmate del mese" di Playmen nel novembre 1972, ed è apparsa sulla copertina dello stesso del settembre 1974. Nel 1978 è stata la protagonista in Non violentate Jennifer (Day of the Woman, conosciuto anche come I Spit on Your Grave), film diretto da Meir Zarchi, per la cui interpretazione ha vinto nello stesso anno il premio come migliore attrice al Festival del Cinema di Sitges.

## Vita privata
Nel 1979 si è sposata con lo stesso Zarchi, dal quale ha poi divorziato tre anni più tardi. Il 20 marzo 1993, si è sposata con Sidney Luft fino alla morte di lui, avvenuta il 15 settembre 2005 a Santa Monica, in California, apparentemente per un attacco di cuore, all'età di 89 anni.

## Filmografia parziale
- Cosa avete fatto a Solange?, regia di Massimo Dallamano (1972)
- Decameron nº 2 - Le altre novelle del Boccaccio, regia di Mino Guerrini (1972)
- Estratto dagli archivi segreti della polizia di una capitale europea, regia di Riccardo Freda (1972)
- Il gatto di Brooklyn aspirante detective, regia di Oscar Brazzi (1973)
- Il sesso della strega, regia di Angelo Pannacciò (1973)
- Madeleine... anatomia di un incubo, regia di Roberto Mauri (1974)
- Non violentate Jennifer (Day of the Woman, aka I Spit on Your Grave), regia di Meir Zarchi (1978)
- Forza bruta (Raw Force) (1982)
- The Concrete Jungle, regia di Tom DeSimone (1982)
- No Justice (1989)
- Savage Vengeance (1993)
- Holy Hollywood (1999)
- Chop (2010)
- Sella turcica (2010)
- The Butterfly Room - La stanza delle farfalle (The Butterfly Room), regia di Gionata Zarantonello (2012)
- Le streghe di Salem (The Lords of Salem), regia di Rob Zombie (2012) (scene eliminate)
- I Spit on Your Grave: Deja Vu, regia di Meir Zarchi (2019)